# Aulacorthum dorsatum
Aulacorthum dorsatum är en insektsart som beskrevs av Richards 1967. Aulacorthum dorsatum ingår i släktet Aulacorthum och familjen långrörsbladlöss. Inga underarter finns listade i Catalogue of Life.